# In het donker
In het donker (ook bekend als In het donker (zien ze je niet)) is de debuutsingle van de Nederlandse popgroep Kadanz uit februari 1983. Het staat als achtste track op het debuut studioalbum Donkerblauw uit eveneens 1983.

## Achtergrond
In het donker is geschreven door Frans Bakker en Herman Schulte en geproduceerd door Rob van Donselaar en Frans Hendrix. Het is een nederpoplied dat een protest is tegen discriminatie. Het is de eerste hit van de band, die voortkwam uit de homo-cabaretgroep Spitsroeden. Het nummer was meer een poplied dan de muziek die de band onder de naam Spitsroeden maakte. De B-kant van de single is Sfeertje met de kleertjes, eveneens door Frans Bakker geschreven.

## Hitnoteringen
Het nummer had in Nederland enig succes in de destijds drie landelijke hitlijsten op de nationale publieke popzender Hilversum 3. De plaat piekte op een negentiende positie in de Nationale Hitparade en stond zes weken in deze hitlijst genoteerd. In de Nederlandse Top 40 werd de 23e positie behaald en stond vijf weken genoteerd. In de TROS Top 50 werd de 21e positie bereikt en stond in totaal vijf weken in deze hitlijst genoteerd.

### NPO Radio 2 Top 2000
| Nummer met noteringen in de NPO Radio 2 Top 2000 | '99  | '00  | '01  | '02 | '03  |
| ------------------------------------------------ | ---- | ---- | ---- | --- | ---- |
| In het donker                                    | 1479 | 1270 | 1609 | -   | 1965 |

1. ↑  Een '-' betekent dat het nummer niet was genoteerd en een vetgedrukt getal geeft de hoogste notering aan.
2. ↑  Deze tabel is bijgewerkt tot en met de laatste editie (2024).